# Старое Роговое
Старое Роговое — село в Горшеченском районе Курской области. Центр Старороговского сельсовета.

## География
Расстояние до Старого Оскола составляет 15 км, до райцентра Горшечное — 10 км. Через село проходит железная дорога, там же находится железнодорожная станция Роговое.

## История
Село возникло на месте бывшей деревни Роговой, разоренной татарами в 1612 году, и вновь возрождённой в 1659. Селение окружал густой лес, выступ которого, напоминавший по форме рог, подходил к самому краю села. Отсюда и его название — Роговое.
В 1783 году была построена деревянная Архангельская церковь. В начале XX века была построена Церковь иконы Божией Матери «Знамение»; в 1907 году в церкви уже служили молебны.
Во второй половине XIX века через село была проложена железная дорога. В селе было 2 начальных школы — земская и церковно-приходская, состоящая из 3-х классов.
В 1922 году был образован Старо-Роговский сельский совет. До 1928 года село территориально входило в Нижнедевицкий уезд Воронежской губернии.
В марте 1929 года на территории села Роговое образовалось 8 колхозов, но позже все они были объединены в одно крупное хозяйство, колхоз имени Розы Люксембург, существовавшее до 1950 года.
В 1932 году была открыта семилетняя школа. В 1961 году построена новая школа.
Сейчас в селе есть сельский совет, храм, школа, дом культуры, два магазина. Также на территории села находится братская могила, в которой захоронено около 200 человек.

## Население
| 1859 | 1897  | 2002 | 2010 |
| ---- | ----- | ---- | ---- |
| 1012 | ↗1185 | ↘630 | ↘462 |

## Известные уроженцы
- Доровский, Николай Степанович (1924 — 1944) — лейтенант Рабоче-крестьянской Красной Армии, участник Великой Отечественной войны, Герой Советского Союза (1944).